# Nelson Nakamura
Nelson Nakamura (São Bernardo do Campo, 21 de agosto de 1955) é um pescador profissional e apresentador de televisão brasileiro. Atualmente é considerado um dos pescadores mais conhecidos e influentes do Brasil. Nelson Nakamura se destaca pelas suas técnicas, precisão em seus arremessos, leitura de ambientes e pelo seu vasto conhecimento em diversas modalidade da pesca esportiva.  

## Biografia
Sua família, com residência próxima à represa Billings, facilitou e despertou o interesse de Nelson pela pesca quando ele ainda tinha seis anos. Com uma varinha de bambu teve os primeiros contatos com a pesca, principalmente de tilápias e traíras.
Em 1979 pela SEAFESP (Sindicato das Empresas de Artes Fotográficas do Estado de São Paulo) teve o seu registro como fotógrafo e anos depois abriu sua própria oficina mecânica. Após se profissionalizar na pesca esportiva deixou o ramo automotivo encerrando as atividades de sua oficina. 

## Profissional da Pesca
Deu-se no início da década de 80, foi em 1982 um dos precursores e adeptos da pesca com iscas artificiais, sempre estudioso e atento às novidades da arte de pescar, tornou-se campeão do Cruzeiro de Pesca da APIA (Associação dos Pescadores com Iscas Artificiais). De 1986 a 1990 consagrou-se campeão do Torneio de Pesca de Robalos no canal de Bertioga. Sagrou-se campeão do Torneio de Pesca de Robalos em Caiobá (litoral Paranaense). Foi também recordista brasileiro de Black Bass em campeonato na Represa de Capivari/Cachoeira onde capturou um exemplar de 2,520 kg.

## Os programas apresentados
Sendo destaque em muitos campeonatos, Nelson Nakamura começou a despertar a atenção e o interesse de empresários da pesca esportiva brasileira. Em 1993 foi convidado para apresentar o Programa Pescadores do Brasil com Anderson Wolupeck, Eduardo Morgado e Gustavo dos Reis Filho (Gugu). Em 1995 escreveu matérias para a revista Pesca & Cia, onde permaneceu até 1999, no mesmo ano foi convidado para apresentar o programa Pesca & Cia e ali permaneceu até 2003, quando transferiu-se para o Ecopesca, outra atração televisiva junto com o pescador e apresentador Marcão que durou quase um ano. Em 2004 Nelson estreia o seu quadro no programa Pesca Alternativa, sendo transmitido pelas emissoras Record e posteriormente no SBT até o ano de 2014 

## Peixes "nacionais" e "internacionais"
Os peixes de sua preferência são os Robalos (peva e flecha) e Tucunarés. No Brasil, conhece os melhores locais pesqueiros, sempre estudando o comportamento das espécies de cada região. Fora do país, já pescou na Venezuela, Cuba, Costa Rica, Estados Unidos, Japão, China, Argentina, Panamá, Paraguai e Coreia do Sul.

## Mercado da pesca
Para aperfeiçoamento técnico, visita fábricas de materiais relativos à pesca esportiva no Japão, China e Coreia, trazendo muitas ideias para a prática da pesca esportiva no Brasil. 
Atualmente, possui a sua própria marca de iscas artificiais (Lucky Iscas Artificiais) em sociedade com o empresário e pescador Augusto Emmerick.  
Em parceria com a empresa Maruri Fishing, Nelson Nakamura e seu filho Renan Nakamura lançaram em 2017 a marca Maruri by Nakamura, onde são os responsáveis por todos os projeto e desenvolvimento dos equipamentos lançados desde linhas até carretilhas. Além de proporcionar materiais aos pescadores de todo o Brasil. 
Nelson Nakamura realiza cursos de arremessos com carretilhas (baitcasting) e trabalhos de iscas artificiais com a sua escola, a MAGIC FISHING SCHOOL atendendo pescadores iniciantes e também os pescadores mais experientes que desejam o seu melhor desempenho na arte do arremesso. 

## O programa atual (Canal do Youtube)
Nelson Nakamura está com o seu Canal oficial no Youtube (Nelson Nakamura Oficial) e de uma forma mais dinâmica mostra a realidade da pesca esportiva no Brasil com muitas dicas, informações e pescarias por todo território nacional.

## Redes Sociais de Nelson Nakamura
- Site oficial
- Facebook
- Instagram